# MTSO
La Oficina de Conmutación de Telefonía móvil (Mobile Telephone Switching Office o MTSO) es el equivalente de una Oficina Central PSTN para Telefonía Móvil. La función de MTSO es controlar el procesamiento y establecimiento de llamadas, así como la realización de llamadas, lo cual incluye señalización, supervisión, conmutación y distribución de los canales de RF. El MTS, también proporciona una administración centralizada y el mantenimiento crítico para toda la red e interfaces con la Red de Telefonía Pública Conmutada (PSTN), asimismo, acordar las instalaciones de transmisión de voz con líneas alámbricas y servicios de telefonía con líneas alámbricas convencionales.
Un MTSO se conoce por diferentes nombres, dependiendo del fabricante y la configuración del sistema. MTSO (Oficina de conmutación de Telefonía móvil), fue el nombre dado por los laboratorios Bell; EMX (Intercambio Móvil Electrónico) por Motorola; AEX por Ericson, NEAX por NEC; SMC (Centro de conmutación Móvil) y MMC (Centro Móvil Maestro), por Novatel.
Los sistemas que están dentro del MTSO son el corazón de una red de telefonía celular.  Es la responsable también de interconectar llamadas locales y a larga distancia con las compañías de telefonía fija, administrar la información de tarifas (con la ayuda del CBM/SDM), entre otras funciones. También provee recursos necesarios para ofrecer un servicio móvil eficiente como el registro, autenticación, actualización de ubicación y enrutamiento de llamadas.  Su sistema subordinado BSC/RNC es el responsable de asignar las frecuencias para cada llamada, reasignar frecuencias para cambios de base, controlar los cambios de base mientras que el teléfono móvil se desplaza (conocido como Tranceptores Estación Base), y que puedan ser conectados en el siguiente canal de la próxima célula vecina.
Todos los sistemas celulares tienen al menos un MTSO que contiene al menos un MSC. El MSC es el responsable de interconectar llamadas entre teléfonos móviles como también al sistema de telefonía local, almacenar los datos de facturación y procesar los datos desde los controladores de célula.

## Registro del suscriptor
El MSC también juega un papel importante en el  enrutamiento de la llamada. Cuando un teléfono móvil está encendido, queda a la espera del SID (Sistema de Código de Identificación) del operador de red en el canal de control. Si no puede encontrar cualquier canal de control al cual enlazarse, se asume que el móvil está fuera del área de cobertura de la red y muestra un mensaje indicando que no hay servicio. Si encuentra un canal de control para enlazarse, recibe el SID y luego lo compara con el SID programado en el teléfono. Si las dos SID coinciden, se sabe que se está comunicando con un celular en su sistema de origen. 
El teléfono también transmite una solicitud de inscripción junto con el SID. Si el cliente ha registrado anteriormente a un particular, el MSC tendrá un registro en su VLR y por lo tanto se conoce el suscriptor registrado por última vez ubicación. Si el abonado es desconocido para el MSC, se consulta la HLR para obtener el perfil del suscriptor y guardarla durante un período de tiempo establecido en su VLR. Cada vez que un MSC registra con éxito a un abonado el registro, el HLR también se actualiza. Esto le ayudará cuando se recibe una llamada fuera del área de cobertura de la MSC o para una llamada PSTN entrante. 